# Катериновка (Киев)
Катери́новка (укр. Катеринівка) — историческая местность Киева, расположенная в Святошинском районе в западной части города (между Брест-Литовским шоссе и Святошинским лесом). С другими частями Киева застройкой не соединено. Ближайшие местности Киева — Святошино, Беличи и село Петропавловская Борщаговка.

## История
Катериновка была основана в 1895 году Киевским благотворительным обществом как дачный посёлок. Застройка началась только в 1905—1906 годах. Сначала имела название Сулимовские дачи (от Сулимовского пансиона, которое опекалось Обществом). Тогда же приобрело название Катериновка — в честь Катерины Клейгельс — жены тогдашнего генерал-губернатора Н. Клейгельса; Катерина Клейгельс в то время была главой совета Общества. В 1923 году Катериновка вошла в состав города. В 1938 году была осуществлена попытка переименовать селение на Октябрьское, но новое название не прижилось и его продолжали называть Катериновкой. В 1960-е годы были переименованы все улицы, которые до сих пор имели названия Катериновские и Катериновские Поперечные.
В настоящее время Катериновка существует практически в том же самом виде, в котором она была создана, почти никакие изменения её не коснулись. Первичная сеть улиц сохранилась до сих пор (4 улицы + Брест-Литовское шоссе).

## Транспорт
- Станция метро «Житомирская»

## Почтовый индекс
03179